# Helmut Anton Zirkelbach
Helmut Anton Zirkelbach (auch bekannt als Helm Zirkelbach; * 1. Dezember 1962 in Schorndorf) ist ein deutscher Künstler und Radierer.

## Leben
Helmut Anton Zirkelbach wuchs in Geradstetten (heute: Remshalden-Geradstetten) auf. Schon als Heranwachsender wollte er Künstler werden. 1985 entschied er sich, seinen Lebensunterhalt  als freischaffender Künstler zu verdienen. Seit 1995 hat er sein Atelier in Engstingen-Kohlstetten auf der Schwäbischen Alb.
Zirkelbach engagierte sich wegen des künstlerischen Austausches  in verschiedenen Künstlervereinigungen; derzeit ist er Mitglied im VBKW/BBK, im Künstlerbund Tübingen, in der Produzentengalerie „Pupille“ in Reutlingen, zu deren Gründungsmitgliedern sowie (seit Gründung) Vorstandsmitgliedern er gehört, und in der „Europäischen Totentanz-Vereinigung“.
Zudem ist er als Dozent für Radierung an verschiedenen Institutionen tätig: Internationale Akademie Heimbach; Akademie für zeitgenössische Kunst, Fabrik am See, Höri, Gaienhofen-Horn; Freie Kunstakademie Gerlingen; Bronnbacher Akademie, Kloster Bronnbach; BT24 Kulturhaus Edith Koschwitz in Münsingen-Auingen.

## Werk
Arbeitsformen
Zirkelbach begann sein künstlerisches Schaffen mit Malerei und Zeichnung. Im Frühjahr 1991 fing er an, Radierungen zu gestalten und in Klein- und Kleinstauflagen auf seiner eigenen Presse zu drucken. Den Selbstdruck hat er bis heute beibehalten, um die Gestaltung vollständig selbst zu bestimmen. 2005 übertrug er formale und technische Elemente der Druckgraphik auf Bildobjekte aus Holz, die malerische Elemente mit reliefierten Oberflächen verbindet. Die Radierung bleibt aber seine hauptsächliche Ausdrucksform.
Neben den vielen Einzelblättern erarbeitet Zirkelbach wiederholt vielteilige Radierzyklen und Mappenwerke, mit denen er auch nationale und internationale Aufmerksamkeit fand.
Radierzyklen (Auswahl)
- 1996: I remember where I came from.
- 1999: Schläfer, Tod und Engel.
- 2014: Beginn der offenen Radierserie Spuren der Landschaft.
- 2015: Beginn der offenen Radierserie Codex unbekannt.

Mappenwerke
- 1992/1993: Gesang von mir selbst, Kassette mit 52 Radierungen zum gleichnamigen Gedichtzyklus von Walt Whitman.[9]
- 1999/2000 „Winterreise“, Kassette mit 24 Radierungen zum von Franz Schubert vertonten Gedichtzyklus von Wilhelm Müller.[10]
- 2008: Tailfinger Totentanz, Kassette mit 13 Radierungen.
- 2010–2014: préludes, Kassette mit 24 Radierungen zu den Préludes von Frédéric Chopin.
- 2019 „Ein ewig Hugärtle“, 5 Radierungen.
- 2019 „Roteisenstein“, 9 Radierungen.
- 2020 „Ezlenga“, 5 Aquatinta-Radierungen.
- 2021 „Allerleigrau“, Kassette mit 27 Radierungen.
- 2022 „Bach-Cello-Suite“, Kassette mit 12 Aquatinta-Radierungen.

Durch Galerien war Helmut Anton Zirkelbach auf Kunstmessen vertreten: 1993 EuropArt, Genf/CH; 2001–2004 Art Innsbruck/A; 2002 Art Vienna/A; 2008–2010, 2022, 2023, Art Karlsruhe; 2013–2015 Art Bodensee, Dornbirn/A; 2019 Paper Positions, Frankfurt. Die Reutlinger Galerie Reinhold Maas vertritt ihn heute.
Öffentliche Sammlungen (Auswahl)
Arbeiten Zirkelbachs finden sich in privaten wie öffentlichen Sammlungen: Kunstmuseum Albstadt (Tailfinger Totentanz); Graphiksammlung „Mensch und Tod“ der Heinrich-Heine-Universität Düsseldorf (Tailfinger Totentanz); Kunstmuseum Reutlingen (unter anderem "Winterreise"); Kunstsammlung des Landkreises Reutlingen (unter anderem Arbeiten aus dem Zyklus préludes. Hommage à Frédéric Chopin); Museum Otto Schäfer, Schweinfurt (Gesang von mir selbst und Ein ewig Hugärtle); Staatsgalerie Stuttgart, Graphische Sammlung (Spiegelungen – 2 Blätter und 1 Druckplatte); Württembergische Landesbibliothek, Stuttgart (Gesang von mir selbst, Winterreise, Tailfinger Totentanz).
Auszeichnung
2017 erhielt er den Kunstpreis der VR-Bank Aalen, für sein Werk; außerdem wurde ein Katalog finanziert und das Bildobjekt Nachtbesen angekauft. Die Stadt Aalen erwarb zugleich das vierteilige, großformatige Bildobjekt „Schwarzgraphit“, das seitdem im Rathausfoyer dauerhaft präsentiert wird.

## Ausstellungen

### Einzelausstellungen (Auswahl)
- 1990: „Brandzeichen unbekannt“, Musée de Résistance, Tulle/F.
- 1996: „Gesang von mir selbst“, Württembergische Landesbibliothek, Stuttgart.
- 2000: „Winterreise“, Galerie Chelsea, Laufen/CH.
- 2002: „Neue Arbeiten“, Csoport Horda Galeria, Pécs/H.
- 2008: „Tailfinger Totentanz“, Maschenmuseum, Albstadt.
- 2014: „préludes“, Galerie Thron, Reutlingen.
- 2015: „préludes“, Freunde Schloss Tiengen, Waldshut-Tiengen.
- 2017: „Tiefer als die Oberfläche“, Galerie im Rathaus Aalen.
- 2019: „Vertiefungen“, Kunstverein Schweinfurt.
- 2020: „Gesang von mir selbst“, Museum Otto Schäfer, Schweinfurt.
- 2020: „Allerleigrau“, Galerie Maas, Reutlingen.
- 2021 „Oh Captain, My Captain! Geätzte Hommagen“, Galerie Fähre, Altes Kloster, Bad Saulgau (zusammen mit Eckhard Froeschlin)
- 2023 „Exerzitien“, Kunstverein Eislingen.
- 2024 „Tiefer als die Oberfläche“, Stockmayer-Stiftung für Kunst und Kultur, Stuttgart.

### Gemeinschaftsausstellungen (Auswahl)
- 1990: „2. Schorndorfer Herbstsalon“, Kunstverein Schorndorf e. V.
- 2007: „Reutlinger Künstler“, Kisgaleria, Pécs/H.
- 2013: „Burgbesichtigung“, Städtische Galerie Albstadt (zusammen mit Thomas Raschke und Rolf Wicker).
- 2013: „Die Radierung“, Kunstverein Schorndorf (mit Arbeiten von Radierern des 20. Jahrhunderts wie Frido Hohberger, Felix Hollenberg, Horst Janssen, Malte Sartorius, K. R. H. Sonderborg, Albrecht Vogel).
- 2013: „Leben & Sterben in der Bildenden Kunst“, Kreisgalerie, Schloss Meßkirch (zusammen mit Jürgen Brodwolf, Simon Dittrich, Sr. Pietra Löbl sowie Arbeiten von Günter Schöllkopf und von Otto Dix).
- 2013: „Einblick – Augenblick – Ausblick“, Kunst-Foyer der Sparkasse Schwäbisch Hall-Crailsheim (Zusammen mit Stefan Noss, Ilka Nowicki, Harald Kröner).
- 2014: „Spuren der Landschaft“, Produzentengalerie Pupille, Reutlingen (zusammen mit Anja Klafki und Albrecht Vogel sowie Arbeiten von Felix Hollenberg).
- 2019: „KunstBetrieb“, Kulturhaus BT24, Münsingen-Auingen.
- 2019: „Kunstsphäre Alb“, Städtische Galerie Ehingen (zusammen mit Jörg Bach, Moritz Baumgartl, Edgar Braig, Uwe Ernst, Hannelore Fehse, Andreas Grunert, Birte Horn, Gerold Jäggle, Roland Kappel, Norbert Klaus, Wolfgang Lumpp, Heidemarie Ziebandt, Jeanette Zippel).
- 2021 „Unterwegs. Landschaft in der Radierung“, Villa Eugenia, Hechingen (zusammen mit Anett Frey, Anja Klafki, Eckhard Froeschlin).
- 2023 „Der Tod und das Mädchen“ (Projektteilnehmerinnen und -teilnehmer), Galerie der Stadt Wendlingen.
- 2024 „Chelsea Galerie Reloaded – Hommage an Jeannette Schmid, Galeristin (1951-2021)“, Projektraum M54, Basel/CH.

## Publikationen
- Gegenworte. Hefte für den Disput über Wissen Berlin-Brandenburgische Akademie der Wissenschaften. Berlin. 11. H. Frühjahr 2003, ISSN 1435-571X. Ganzseitige Abbildungen: Helmut Anton Zirkelbach.
- Aus der Sicht des anderen. Jahresausstellung des Künstlerbunds Tübingen. Herausgeber: Künstlerbund Tübingen e. V. Tübingen 2005. 3-910090-72-9. (Gleichfalls in den Katalogen der Jahresausstellungen des Künstlerbunds Tübingen 2007–2015, 2021).
- Tailfinger Totentanz. Mit Vorwort von Susanne Goebel. Verband Bildender Künstler und Künstlerinnen Württemberg (VBKW), Stuttgart 2008, ISBN 978-3-929419-83-2.
- Kunstsammlung des Landkreises Reutlingen. Band 3 / [Redaktion:] Bernd Storz, Irmtraud Betz-Wischnath, Gerhard Lamparter. Reutlingen 2012.
- Farben einer Region. Das Kunst-Foyer der Sparkasse Schwäbisch Hall-Crailsheim. Hrsg.: Sparkasse Schwäbisch Hall-Crailsheim. Schwäbisch Hall 2013.
- Helmut Anton Zirkelbach. préludes. Hommage à Frédéric Chopin. Einführung von Zara Tiefert-Reckermann, Vortrag von Hartmut Flechsig. Stuttgart 2014, ISBN 978-3-942743-37-2.
- Helmut Anton Zirkelbach. Tiefer als die Oberfläche. Grußwort von Hans-Peter Weber, Kurt Abele, Ralf Baumbusch. Nachwort von Henner Grube. Stuttgart 2017, ISBN 978-3-942743-63-1.
- Helmut Anton Zirkelbach. Vertiefungen. Grußwort Joachim Haas, Gabriele und Klaus Rehberger. Nachwort: Henner Grube. Stuttgart 2019, ISBN 978-3-942743-77-8.
- Kunstsphäre Alb / Herausgeber: Städtische Galerie Ehingen, Museum Villa Rot. Ehingen 2019. ISBN 978-3-9816250-8-0.
- AlbHeimat / Gerhard Schmid-Nurminen: Gedichte; Helmut Anton Zirkelbach: Radierungen und Zeichnungen. Stuttgart 2020, ISBN 978-3-948492-01-4.
- Vom Gelingen. Radierungen. Suiten. Jahre. Helmut Anton Zirkelbach: Arbeiten; Henner Grube: Texte. Stuttgart 2022. ISBN 978-3-948492-26-7.
- Der Tod und das Mädchen. Ein druckgrafisches Projekt. Helmut Anton Zirkelbach, Beatriz Schaaf-Giesser u. a. Stuttgart 2023. ISBN 978-3-948492-39-7.